# 傑馬爾·勒格蘭德
傑馬爾·勒格蘭德（Jemal Le Grand，1994年6月30日—）是一名阿魯巴游泳運動員，曾代表國家參加2012年倫敦奧運的100米自由泳比賽，並未獲得獎牌。